# Ulrike von Levetzow

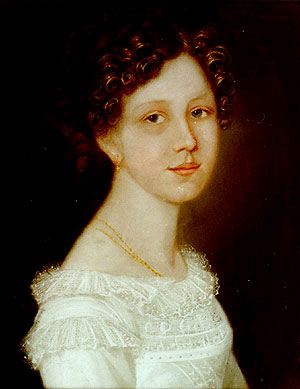
Ulrike von Levetzow. Anonymes Pastellgemälde, 1821

Theodore Ulrike Sophie von Levetzow (* 4. Februar 1804 in Leipzig; † 13. November 1899 auf Schloss Trziblitz (Třebívlice)) war eine deutsche Aristokratin und Gutsherrin. Sie gilt als letzte Liebe des deutschen Dichters Johann Wolfgang von Goethe.

## Leben

### Eltern und Geschwister

Ulrike und Bertha von Levetzow. Aquarell von Marie Krafft, Goethe-Nationalmuseum Weimar, 1832

Ulrike von Levetzow war die älteste Tochter des mecklenburg-schwerinschen Kammerherrn und späteren Hofmarschalls Joachim Otto Ulrich von Levetzow und dessen Ehefrau Amalie, geb. von Brösigke. Sie wurde nach früher Scheidung der Eltern (1806) und Wiederverheiratung der Mutter im Juni 1807 mit Friedrich Carl Ulrich von Levetzow, einem jüngeren Cousin von Ulrikes Vater, in einem französischen Mädchenpensionat in Straßburg erzogen. Ihr folgten die Schwestern Amélie (1806–1831) und, aus der zweiten Ehe der Mutter, Bertha (1808–1839) sowie ein Halbbruder (* 1810), der als Säugling starb. Friedrich Carl Ulrich fiel als Offizier in der Schlacht bei Waterloo. In dritter Ehe heiratete Ulrikes Mutter den österreichischen Hofkammerpräsidenten (Finanzminister) Franz Josef Graf von Klebelsberg-Thumburg, dem das nordböhmische Gut Trziblitz (Třebívlice) mit dem zugehörigen Schloss gehörte.

### Begegnung mit Goethe

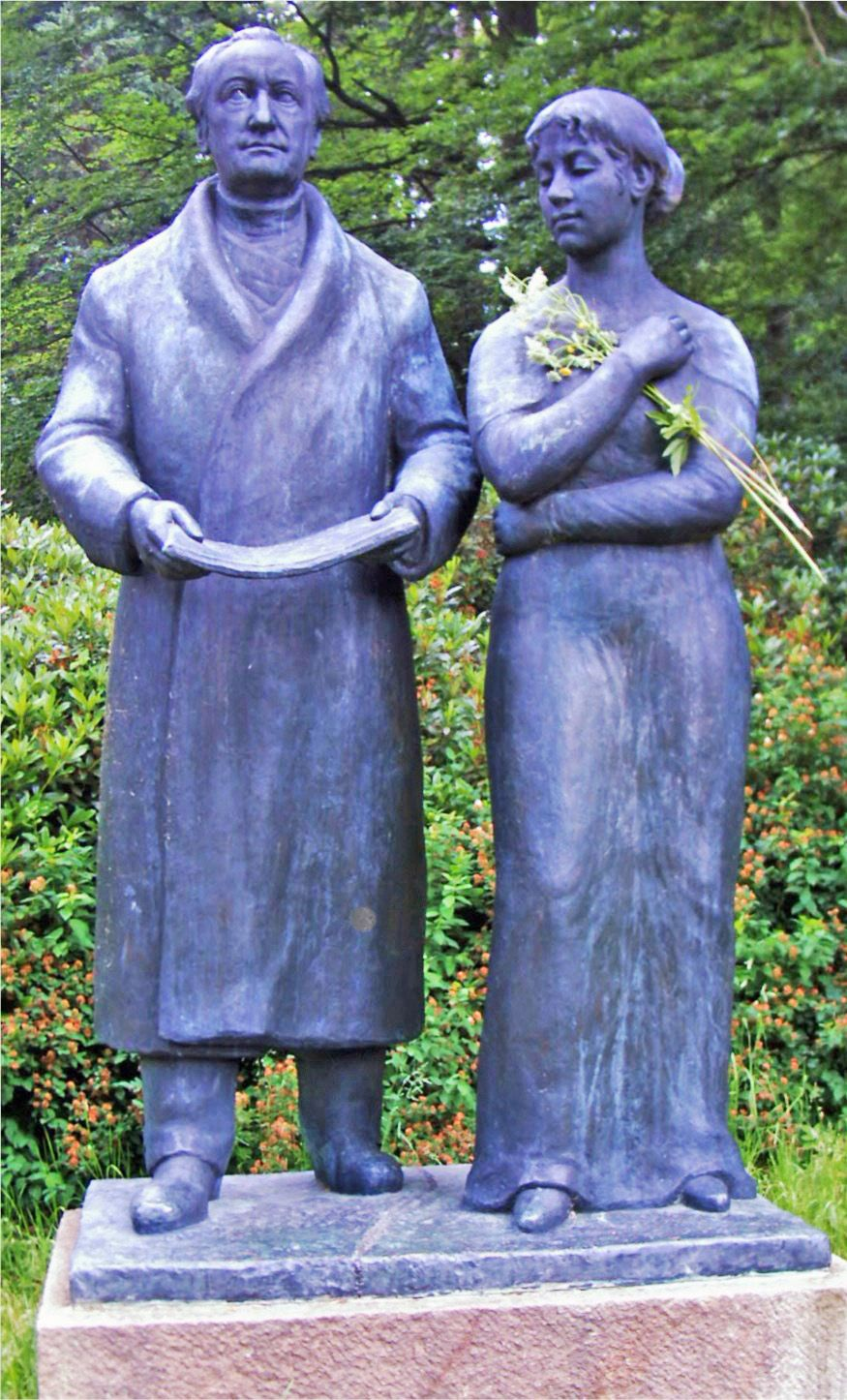
Denkmal von Goethe und Ulrike am Marienbader Goethewanderweg

Der damals 72-jährige Johann Wolfgang von Goethe verliebte sich im Jahr 1821 während eines längeren Kuraufenthaltes in Marienbad in die siebzehnjährige Ulrike. Er soll daraufhin beim dritten Zusammentreffen 1823 den Großherzog Carl August von Sachsen-Weimar-Eisenach veranlasst haben, in seinem Namen um die Neunzehnjährige zu werben. Aktenmäßig belegt ist es nicht, die Quelle ist der mehr als 60 Jahre später festgehaltene Bericht Ulrikes. 
Darin beschreibt sie den durch den Großherzog übermittelten Antrag Goethes wie folgt: „Ich sagte schon, daß der Großherzog sehr befreundet mit meinen Großeltern und meiner Mutter war, auch uns hatte er schon als Kinder öfters gesehen; er war mit uns Allen sehr freundlich und gnädig, und er war es, welcher meinen Eltern und auch mir sagte, daß ich Goethe heiraten möchte; erst nahmen wir es für Scherz und meinten, daß Goethe sicher nicht daran denke, was er widersprach, und oft wiederholte, ja selbst mir es von der lockendsten Seite schilderte, wie ich die erste Dame am Hof in Weimar sein würde, wie sehr er, der Fürst, mich auszeichnen wolle, er würde meinen Eltern gleich ein Haus in Weimar einrichten und übergeben, damit sie nicht von mir getrennt lebten, für meine Zukunft wolle er in jeder Weise sorgen (...).“
Ulrike von Levetzow gab in ihren kurzen Erinnerungen an Goethe an, dass sie „gar keine Lust zu heiraten“ verspürt habe, und tatsächlich blieb sie bis zu ihrem Lebensende unverheiratet. Dass ihr ein Liebesverhältnis zu Goethe nachgesagt wurde, ärgerte sie, und sie wies es deutlich zurück. Demnach habe sie Goethe bloß „wie einen Vater“ lieb gehabt. Noch im Alter schrieb sie in einer autobiografischen Skizze eine Art Gegendarstellung, um „all die falschen, oft fabelhaften Geschichten, welche darüber gedruckt wurden“ zu widerlegen und klarzustellen: „keine Liebschaft war es nicht“ (im Sinne einer damals üblichen Bekräftigung durch doppelte Verneinung).
Den Schmerz über den Abschied von Ulrike, von der polnischen Pianistin Maria Szymanowska und anderen Freundinnen des glücklichen Sommers 1823 drückte Goethe in seiner Marienbader Elegie aus, mit deren Niederschrift er bereits im September 1823 während der Abreise von Böhmen nach Thüringen begann und von deren Existenz Ulrike von Levetzow erst nach Goethes Tod erfuhr. Goethe trug in sein Tagebuch am 19. September 1823 ein: „Die Abschrift des Gedichts vollendet.“ Der Elegie stellte er das dem Tasso entlehnte Motto voran: „Und wenn der Mensch in seiner Qual verstummt / Gab mir ein Gott zu sagen was ich leide.“

### Guts- und Schlossherrin in Trziblitz (Třebívlice)

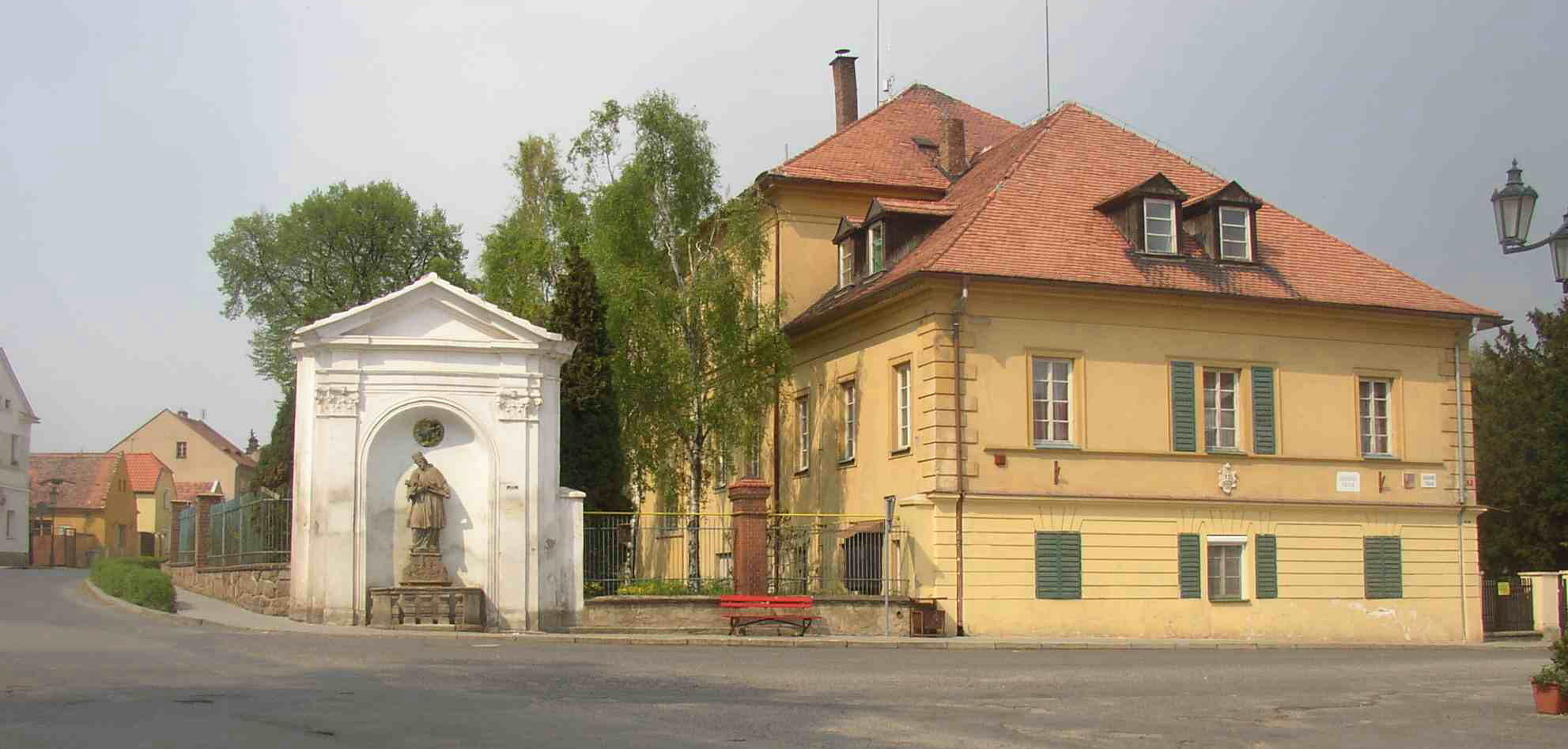
Schloss Trziblitz mit Nepomuk-Kapelle

Seit 1835 war Ulrike von Levetzow Ehrenstiftsdame des evangelischen Klosters Stift zum Heiligengrabe in Brandenburg, ohne jemals das Kloster besucht zu haben. Sie starb im hohen Alter von fünfundneunzig Jahren auf ihrem großen Gut Trziblitz, das sie von ihrem Stiefvater Graf Klebelsberg geerbt hatte. Die Literaturwissenschaftlerin Dagmar von Gersdorff vermerkt in ihrem Buch „Goethes späte Liebe“ hierzu: „Am 13. November 1899 meldete ein Kärtchen des Kammerdieners Josef Konrad, daß Frau Baronin heute früh 3/4 6 ruhig und ohne Schmerzen entschlafen sei.“ Auf Ulrike von Levetzows Sarg „legte man einen aus Weimar geschickten Kranz. Er bestand aus Herbstblumen, die in Goethes Garten gewachsen waren.“
Ulrike von Levetzow vererbte Schloss und Gut Trziblitz an ihren Neffen, den k.u.k. Oberst a. D. Adalbert von Rauch (1829–1907). Adalbert von Rauch veräußerte Trziblitz 1901 an die Stadt Most (deutsch Brüx). 

## Rezeption
Die erste öffentliche Rezeption der Begegnung erfolgte kurz nach dem Tod Ulrike von Levetzows am 13. November 1899, als Bernhard Suphan im Goethe-Jahrbuch die Korrespondenz Goethes mit Ulrike veröffentlichte und kommentierte. Durch August Sauer wurde dann 1919 erstmals der Bericht von Ulrike über die Marienbader Goethe-Episode herausgegeben. Im Jahre 1925 veröffentlichte Hedda Sauer das erste Sachbuch, das die Begegnung der beiden zum Thema hatte.

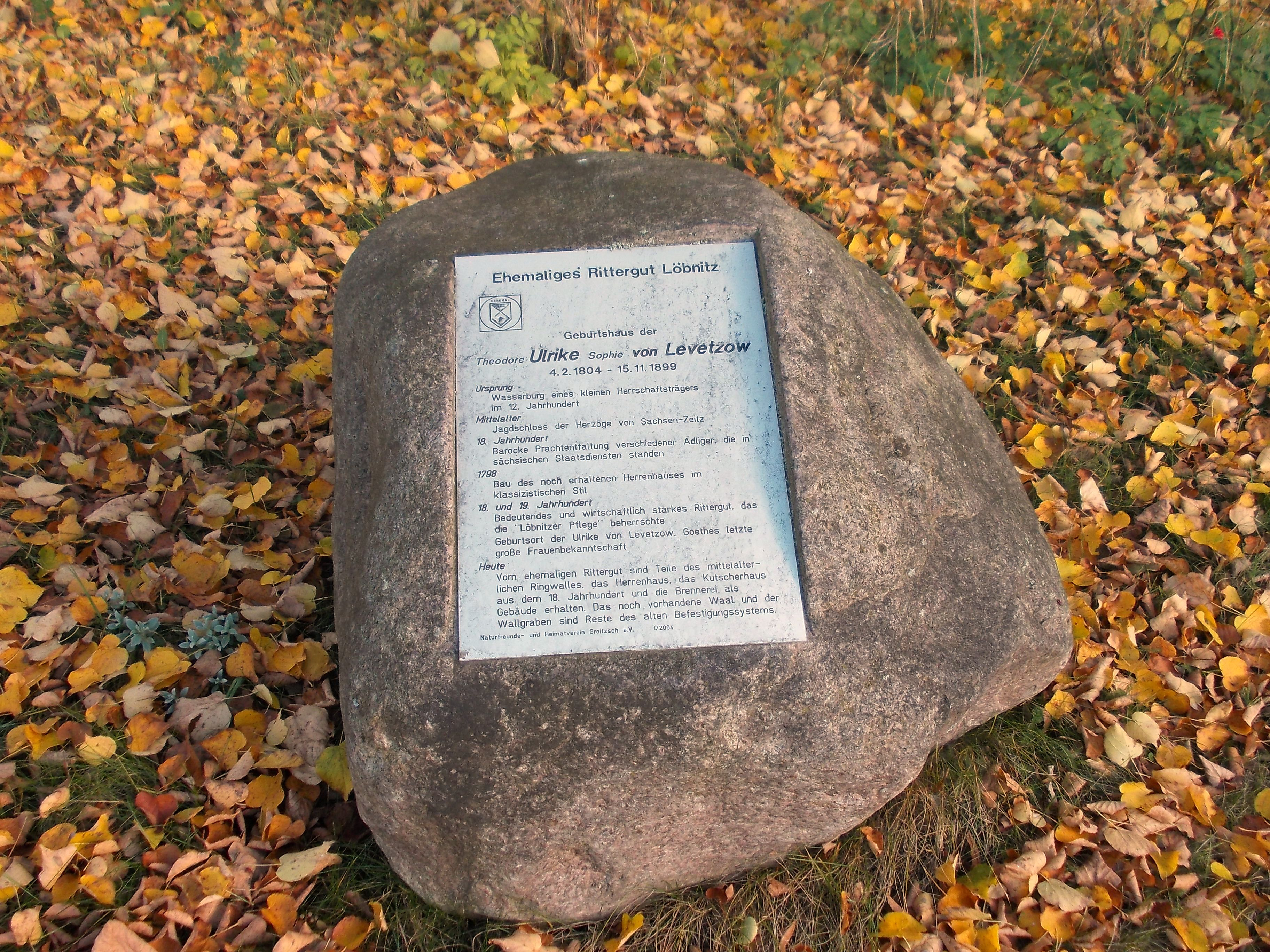
Gedenkstein am vermeintlichen Geburtshaus im sächsischen Löbnitz

Die Begegnung von Levetzow und Goethe wurde im Laufe des 20. Jahrhunderts auch zum Gegenstand zahlreicher literarischer Bearbeitungen. Der erste sogenannte Ulrike-Roman war 1925 Toni Schwabes Ulrike - Ein Roman von Goethes letzter Liebe, der ausgesprochen erfolgreich war und bis 1948 93.000 Exemplare verkaufte. Ihm folgten 1937 Hans Francks Letzte Liebe: Goethe und Ulrike sowie Eduard P. Danszkys Des Herrn Geheimrats letzte Liebe: Goethe und Ulrike, 1982 Joachim Fernaus War es schön in Marienbad: Goethes letzte Liebe, 2004 Friedemann Bedürftigs Die lieblichste der lieblichsten Gestalten: Ulrike von Levetzow und Goethe sowie 2008 Martin Walsers Ein liebender Mann. Stefan Zweig hat die Geschichte 1931 darüber hinaus in einem Kapitel der Sternstunden der Menschheit bearbeitet und 1937 veröffentlichte Sigmund Graff die Komödie Begegnung mit Ulrike. Eine szenische Fassung des Walser-Romans hatte 2010 in einer Inszenierung von Ansgar Haag am Meininger Theater im Beisein des Autors ihre Uraufführung.
Seit 1999 besteht im Gartenhaus von Schloss Třebívlice (Trziblitz) eine Ausstellung zu Ulrike von Levetzow und das Regionalmuseum von Most zeigt in seiner Dauerausstellung den Salon Ulrike von Levetzows aus Trziblitz mit Teilen der Originalausstattung. Gemälde, Stiche und Originalfotos informieren außerdem über Ulrike von Levetzows Verwandtenkreis Levetzow-Rauch. In Marienbad erinnert ein Goethe-Wanderweg an die Begegnung zwischen Goethe und von Levetzow.